# Bernhard Müller (Wirtschaftswissenschaftler)
Bernhard Richard Müller, üblich Bernd R. Müller (* 27. Januar 1959 in Gierath, Kreis Neuss) ist ein deutscher Wirtschaftswissenschaftler und Hochschullehrer auf dem Gebiet betrieblichen Finanzwirtschaft.

## Leben
Müller absolvierte eine Banklehre und legte das Abitur auf dem zweiten Bildungsweg an einem Abendgymnasium ab.
1986 nahm er ein betriebswirtschaftliches Studium an der Universität zu Köln auf, das er mit dem Examen als Diplom-Kaufmann abschloss. Es folgten Tätigkeiten für in- und ausländische Banken und eine berufsbegleitend verfasste Dissertation. Weil sein Doktorvater, Klaus Stüdemann verstarb, wurde er bei Hans E. Büschgen mit einer Arbeit über die „Bedürfnisorientierte Unternehmenspolitik von Universalbanken in Deutschland“ 1997 an der Universität zu Köln zum Dr. rer. pol. promoviert.
1998 erfolgte ein Ruf an die Hochschule Niederrhein, Mönchengladbach, wo Müller im Bereich betriebliche Finanzwirtschaft / Bankbetriebslehre / Kapitalmärkte als Professor tätig ist.

## Wirken
Müller ist die Verknüpfung von Theorie und Praxis wichtig. Deshalb betreut er seit 25 Jahren das „Forum Banking & Finance“ an der Hochschule Niederrhein, in dessen Rahmen Kompetenzträger aus der Finanzwirtschaft Studierenden aktuelle Themen der Unternehmensfinanzierung vorstellen und diskutieren. Im Rahmen einer Jubiläumsveranstaltung zum 25-jährigen Bestehen des Forums Banking & Finance gab es Vorträge und eine Podiumsdiskussion mit Branchenkennern. Zu diesem Anlass hat Müller im ersten Quartel 2024 unter dem Titel „Praxis der betrieblichen Finanzwirtschaft“ (3. Auflage) ein Jubiläumsband mit ausgesuchten Texten von Gastreferenten des Forums herausgegeben.
Die Verknüpfung zwischen Theorie und Praxis wurde im November 2023 durch den Workshop Existenzgründungsfinanzierung in Kooperation mit dem Bankenverband NRW deutlich. Im Rahmen des Workshops innerhalb des Masterkurses Bank and Finance Management, welcher durch Müller betreut wird, kommen die Studierenden durch die enge Zusammenarbeit mit Experten, die ihre Erfahrungen aus der täglichen Praxis einbringen, früh in Berührung mit Branchenkennern und knüpfen direkt erste Kontakte.
Ferner ist er hochschulseitig Betreuer von Kooperationen mit deutschen Börsenbetreibern, die es Studierenden ermöglichen Prüfungen im Rahmen von Zertifikatslehrgängen abzulegen.
Bis 2021 war Müller als Gastdozent für die Cologne Business School tätig.
2023 veröffentlichte Müller unter dem Titel Vorletzter – oder wie man das Leben von unten aufrollt seinen ersten Roman.

## Veröffentlichungen
- Bedürfnisorientierte Unternehmenspolitik am Beispiel von Universalbanken in Deutschland (Dissertation) 1997. ISBN 978-3-89012-534-3
- Büschgen / Müller Aspekte zur Bankbetriebslehre I 1999. ISBN 978-3-933549-03-7
- Aspekte zur Bankbetriebslehre II – Unternehmensfinanzierung – 2002.
- Aspekte zur Bankbetriebslehre II – Unternehmensfinanzierung 5., erweiterte Auflage 2006. ISBN 978-3-8322-5171-0
- Praxis der betrieblichen Finanzwirtschaft 2009. ISBN 978-3-86727-976-5
- Wirtschaftspartner Russland. 2. Auflage. Cuvillier Verlag, Göttingen 2017, ISBN 978-3-7369-9557-4.
- Introduction to Financial Management. 2. Auflage. Cuvillier Verlag, Göttingen 2020, ISBN 978-3-7369-7213-1 (englisch).
- Praxis der betrieblichen Finanzwirtschaft. 2. Auflage. Cuvillier Verlag, Göttingen 2019, ISBN 978-3-7369-9942-8.
- Vorletzter - oder wie man das Leben von unten aufrollt. Cuvillier Verlag, Göttingen 2022, ISBN 978-3-7369-7599-6.
- Praxis der betrieblichen Finanzwirtschaft, 3. Auflage, Cuvillier Verlag, Göttingen 2024, ISBN 9783736979451.